# Caroline Brunet
Pour les articles homonymes, voir Brunet.
Caroline Brunet, née le 20 mars 1969 à Québec, est une kayakiste canadienne pratiquant la course en ligne, triple médaillée olympique en canoë-kayak (K-1 500 mètres en 1996, 2000 et 2004) et dix fois championne du monde.
Elle remporte le trophée Lou Marsh en 1999. Elle est le porte-drapeau de la délégation canadienne lors des cérémonies d'ouverture des Jeux olympiques de Sydney en 2000. 
Caroline Brunet a été intronisée au Panthéon des sports du Québec 
et au Panthéon des sports canadiens en 2009, ainsi qu'au Temple de la renommée olympique du Canada (en) en 2010. Elle a aussi reçu la Médaille de l'Assemblée nationale en 2000.